# Ptygura tridorsicornis
Ptygura tridorsicornis är en hjuldjursart som beskrevs av Summerfield-Wright 1957. Ptygura tridorsicornis ingår i släktet Ptygura och familjen Flosculariidae. Inga underarter finns listade i Catalogue of Life.